# Edward John Russell

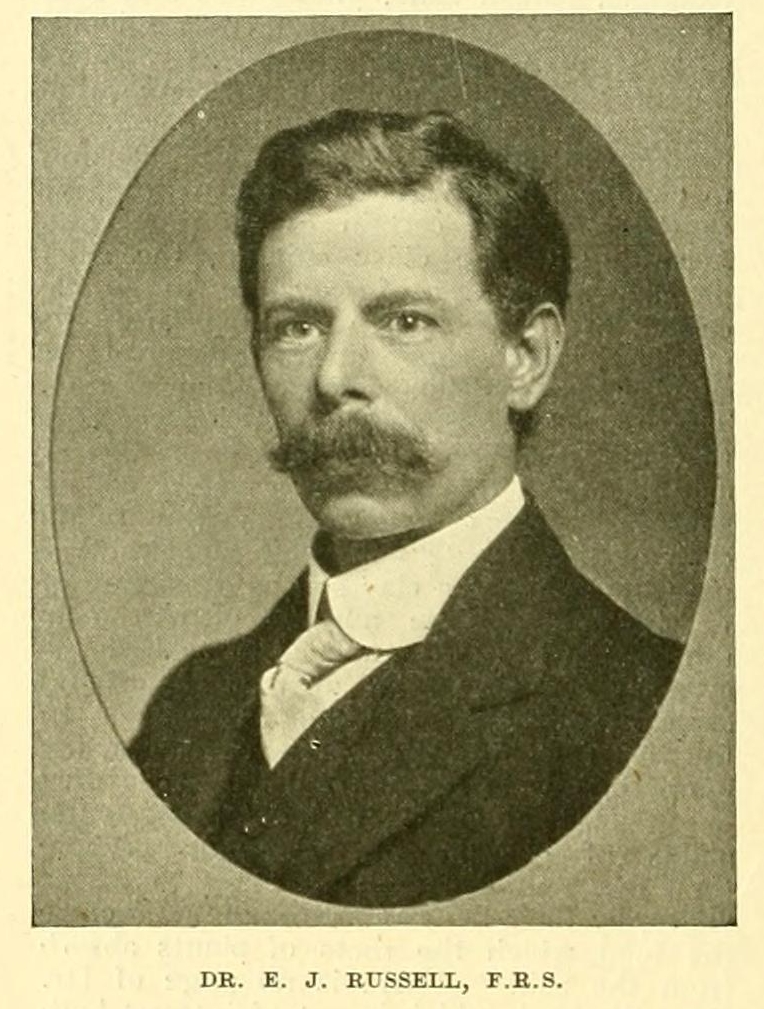
Edward John Russell

Edward John Russell (ur. 31 października 1872 we Frampton on Severn, zm. 12 lipca 1965 w Thames Bank, Goring-on-Thames) – brytyjski agronom, dyrektor Stacji Eksperymentalnej Rothamsted w latach 1912-1943. Członek Royal Society, jak również Polskiej Akademii Nauk. Otrzymał tytuły honoris causa kilkunastu uniwersytetów.

## Życiorys
Russel urodził się 31 października 1872 jako najstarsze dziecko Edwarda Thomasa Russella, unitariańskiego pastora. Według późniejszych opisów, to prawdopodobnie ojciec zainteresował Edwarda naukami przyrodniczymi, dużo na ten temat czytając i przeprowadzając w domu eksperymenty. 
W 1885 rodzina Russella przeprowadziła się do Londynu, gdzie udał się on do otwartej niedawno szkoły technicznej. Po dwóch latach zmuszony był przerwać naukę i (w wieku 14 lat) szukać pracy. Zatrudniony został w aptece homeopatycznej, jednakże wkrótce odkrył, że praca tam nie ma nic wspólnego z prawdziwą chemią, zaś sprzedawcy nie mają na jej temat żadnego pojęcia. Edukację kontynuował we własnym zakresie, chodząc na wykłady w Mechanics Institute w Stratford oraz w People’s Palace (późniejszym Queen Mary College), jak również studiując w bibliotece.
W 1888 rodzina Russella przeprowadziła się ponownie, gdyż jego ojciec otrzymał posadę prowadzenia Kaplicy Unitariańskiej w Pudsey. Tam młody Russell pracował pomagając ojcu, a po pewnym czasie złożył podanie o przyjęcie do Kolegium Prezbiteriańskiego w Carmarthen. Podanie odrzucono informując, że najpierw musi on zdać egzaminy wstępne na  Uniwersytet Londyński. Russel egzaminy te zdał mimo braku nauczycieli oraz przy słabym dostępie do książek. W 1891 wstąpił do Kolegium, gdzie otrzymywał wykształcenie klasyczne. Równolegle jednak zaczął ubiegać się o stypendium w Aberystwyth University College, aby uczyć się tam chemii. Stypendium uzyskał, zaś wyniki w nauce pozwoliły mu studiować tam przez 2 lata, a następnie przenieść się do Owen’s College w Manchesterze. Uczył się tam pod okiem Harolda Baily Dixona i Williama Henry'ego Perkinsa. Gdy po pierwszym roku studiów fundusze Russella wyczerpały się, Dixon zaoferował mu posadę asystenta. 
Russell w 1996 ukończył studia jako Bachelor of Science i rozpoczął pracę jako wykładowca (Lecturer and Demonstrator). W uznaniu za badania prowadzone w Manchesterze, w 1901 otrzymał tytuł doktora (Doctor of Sciences) z Uniwersytetu Londyńskiego.
W latach 1898–1901 wykładał w Victoria University. W latach 1901–1907 stał na czele wydziału chemicznego w Wye Agricultural College. W 1907 podjął zatrudnienie w Rothamsted, zajmując się chemią gleby (z ramienia Goldsmith Company), zaś w 1912 został dyrektorem stacji. Funkcję tę sprawował do  1943 r.
15 września 1903 Russell poślubił Elnor Oldham (1878–1965), z którą miał później pięciu synów i dwie córki. Jeden z synów, Edward Walter Russell, został profesorem w Reading University, specjalizując się w tematyce fizyki gleby.
W 1943 r. Edward John Russell przeszedł na emeryturę, jednocześnie jednak pisząc prace naukowe, dając wykłady i spisując relacje ze swych podróży.
Umarł 12 lipca 1965 w domu opieki w Thames Bank w Goring-on-Thames, w kilka tygodni po swojej żonie.

## Dorobek zawodowy
Podczas pracy w Owen's College, we współpracy z Dixonem, zajmował się badaniem szybkości reakcji gazów suchych.
Jego zainteresowania naukowe, początkowo obracające się w obszarze nauk chemicznych, skierowały się w stronę nauk rolniczych na skutek pomysłu, aby ubogich mieszkańców manchesterskich slumsów przesiedlić na wieś, co miało spowodować ich transformację w uczciwych, pracowitych i pożytecznych obywateli. W tym celu, aby dowiedzieć się jak najwięcej o rolnictwie, udało mu się uzyskać pracę jako wykładowca na Wye Agricultural College.
Podczas pracy jako kierownik stacji w Rothamsted Russell zaangażował się w zdobywanie funduszy zarówno rządowych jak i prywatnych, co pozwoliło na rozwój stacji oraz otwieranie w niej nowych działów badawczych (mimo panującym wówczas niezbyt przychylnym stosunku do badań rolniczych). W 1934 w ciągu sześciu tygodni udało mu się pozyskać kwotę potrzebną na wykupienie posiadłości Rothamsted.
Zajmował się studiowaniem korzystnych efektów częściowej sterylizacji gleby, co nie było rozwiązaniem praktycznym do stosowania w polu, jednakże wykorzystywane było z sukcesem na mniejszą skalę w szklarniach. Zajmował się problemem głodu na świecie i tym, jak można do jego rozwiązania poprawiać rolnictwo. Jako ekspert wymieniał się wiedzą nt. rozwiązań w różnych państwach.

### Podróże
Russell odbywał wiele podróży krajowych i zagranicznych, odwiedzając centra badawcze zajmujące się rolnictwem, zdobywając i dzieląc się wiedzą, jak również jako wykładowca. W trakcie tych podróży odwiedził m.in. Kanadę, Stany Zjednoczone, Sudan, Palestynę, Australię, Nową Zelandię, Republikę Południowej Afryki, Rosję, Polskę, Danię, Hiszpanię, Portugalię, Holandię i Indie. Brał udział w konferencjach i dawał serie wykładów.  
Podczas podróży do Sudanu w 1923 uderzył go brak wymiany informacji nt. rolnictwa między Wielką Brytanią a tymże krajem, co zaowocowało najpierw zorganizowaniem w 1927 Imperialnej Konferencji Badań Rolniczych (Imperial Agricultural Research Conference), a następnie utworzeniem Imperialnym Biurem Rolniczym (Imperial Agricultural Bureaux).   

### Publikacje
- Soil Conditions and Plant Growth (1-sze wydanie w 1912),
- Lessons on soil (1912)
- The Fertility of the Soil (1913)
- A student's book on soils and manures (1921)
- The micro-organisms of the soil (1923)
- Manuring for higher crop production (1916)
- World Population and World Food Supplies (1954),
- History of Agricultural Science in Great Britain, 1620–1954 (wydana już po jego śmierci, w 1966),
- The Land Called Me (1956) - autobiografia.

Soil Conditions and Plant Growth doczekało się dziewięciu wydań i tłumaczeń na 9 języków. książka była sukcesywnie poprawiana i rozszerzana: pierwsze wydanie z 1912 liczyło 168 stron, zaś 9-te z 1963 już 688 stron, doświadczyło również rzadkich dla książek naukowych przypadków piracenia. 
Znaczną część The Land Called Me dyktował leżąc unieruchomiony przez blisko 10 miesięcy na skutek choroby kręgosłupa, która pojawiła się po podróży do Portugalii w 1943 r. Dyktował wówczas nie tylko książkę, ale też artykuły i recenzje książek.

## Uznanie
Russell był członkiem towarzystw naukowych, jak:
- Royal Society (od 1917)[3]
- British Association for the Advancement of Science(inne języki) (którego był przewodniczącym w latach 1948-49[5])

- National Institute of Sciences w Indiach (członek honorowy),
- Francuskiej Akademii Nauk (współpracownik zagraniczny),
- Królewskie Towarzystwo Naukowe w Uppsali(inne języki) (korespondent zagraniczny),
- Fińska Akademia Nauk(inne języki) (członek zagraniczny),
- Polska Akademia Nauk (członek zagraniczny od 1959)[4]
- Instytut Lombardii,
- Czechosłowacka Akademia Rolniczej,
- Szwedzka Królewska Akademia Rolnictwa i Leśnictwa(inne języki).

Russell otrzymał tytuły honoris causa takich uniwersytetów jak: Walijski (1922), Manchesterski (1922), Toronto (1924), w Maryland (1927), Południowej Afryki (1929), Rutgersa (1930), Oxfordzki (1932), w Berlinie (1935), w Durham (1949), w Wiedniu (1949) oraz w Reading (1952).
Otrzymał również 5 złotych medali:
- Joy Kissen Mookerjee Medal od Indian Association za kultywowanie nauki (1936)[6],
- Messel Medal od Society of Chemical Industry (1942),
- Albert Medal przyznany przez Royal Society of Arts (1943)[7],
- Gold Medal od Royal Agricultural Society, wręczony przez królową Elżbietę II (1954),
- Victoria Medal przyznany przez Królewskie Towarzystwo Geograficzne (1955)[8].

W 1918 został odznaczony Orderem Imperium Brytyjskiego, a w 1922 uhonorowany tytułem Rycerza Kawalera.
Również w 1918 r. został odznaczony Orderem Korony Belgii, a w 1961 r. Francuska Akademia Rolnicza przyznała mu tytuł Commandeur de l'Ordre de Merite Agricole.